# Stachys persica
Stachys persica là một loài thực vật có hoa trong họ Hoa môi. Loài này được S.G.Gmel. ex C.A.Mey. miêu tả khoa học đầu tiên năm 1831.

## Hình ảnh

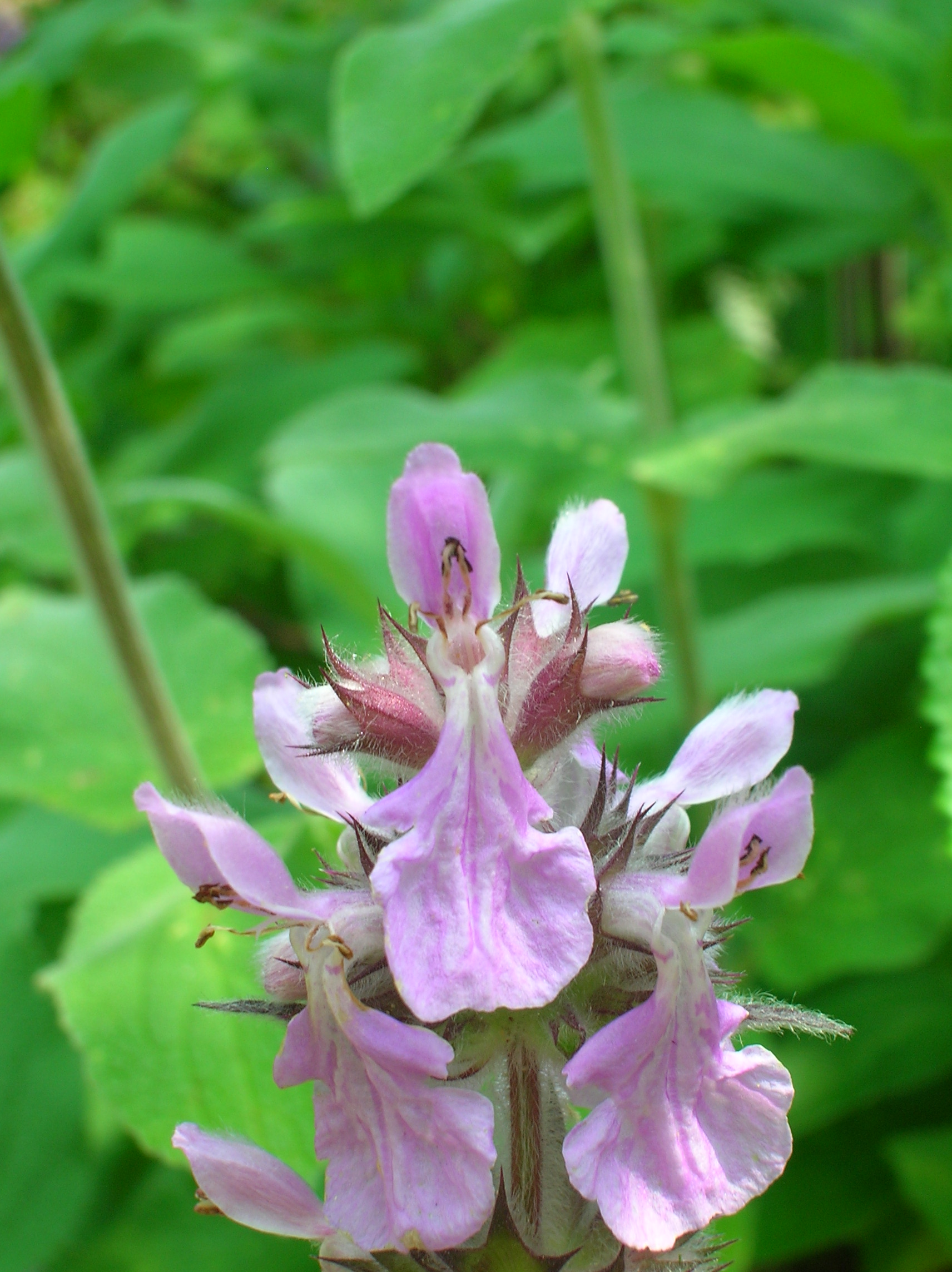